# Colombie aux Jeux olympiques d'été de 1984
La Colombie participe aux Jeux olympiques d'été de 1984 qui se déroulent du 28 juillet au 12 août 1984 à Los Angeles, aux États-Unis. Il s'agit de sa onzième participation à des Jeux d'été.

## Liste des médaillés colombiens
| Médaille | Nom                | Sport | Épreuve           |
| -------- | ------------------ | ----- | ----------------- |
| Argent   | Helmut Bellingrodt | Tir   | Cible mobile 50 m |